# Гвинеја на Светском првенству у атлетици на отвореном 2022.
Гвинеја је учествовала на 18. Светском првенству у атлетици на отвореном 2022. одржаном у Јуџину  од 15. до 25. јула шеснаести пут. Репрезентацију Гвинеје је представљао један такмичар који се такмичио у трци на 100 метара.
На овом првенству такмичар Гвинеје није стартовао.

## Учесници
Мушкарци:
- Бубакар Бери — 100 м

## Резултати

### Мушкарци
| Атлетичар    | Дисциплина | Лични рекорд | Предтакмичење  | Предтакмичење  | Квалификације        | Квалификације        | Полуфинале           | Полуфинале           | Финале               | Финале               | Детаљи |
| Атлетичар    | Дисциплина | Лични рекорд | Резултат       | Место          | Резултат             | Место                | Резултат             | Место                | Резултат             | Место                | Детаљи |
| ------------ | ---------- | ------------ | -------------- | -------------- | -------------------- | -------------------- | -------------------- | -------------------- | -------------------- | -------------------- | ------ |
| Бубакар Бери | 100 м      | 11,06        | Није стартовао | Није стартовао | Није се квалификовао | Није се квалификовао | Није се квалификовао | Није се квалификовао | Није се квалификовао | Није се квалификовао |        |